# تشارلي تيت
تشارلي تيت (بالإنجليزية: Charlie Tate)‏ هو لاعب كرة قاعدة أمريكي، ولد في 20 فبراير 1919 في تريسي سيتي في الولايات المتحدة، وتوفي في 10 يونيو 1996.

## وصلات خارجية
- تشارلي تيت على موقع قاعة فلوريدا للمشاهير الرياضية (الإنجليزية)